# Robert Fleck (Kunsthistoriker)
Robert Fleck (* 3. Juli 1957 in Wien) ist ein österreichischer Kunsthistoriker und Ausstellungskurator. Er war von 2008 bis 2012 Intendant der Kunst- und Ausstellungshalle der Bundesrepublik Deutschland in Bonn.

## Werdegang
Fleck wuchs in Wien in einem Nachbarhaus der Muehl-Kommune auf, seine Familie war mit Otto Muehl bekannt. 1962 bis 1967 besuchte er das Lycée Français de Vienne und anschließend das Öffentliche Gymnasium der Stiftung Theresianische Akademie, das er mit der Matura 1975 abschloss.
Er studierte Kunstgeschichte und Geschichte an der Universität Wien (von 1976 bis 1977, außerdem Geografie und Sport) und Universität Innsbruck (1977 bis 1981, außerdem Philosophie). Von 1978 bis 1981 war er Mitarbeiter in der Galerie nächst St. Stephan und anderen Wiener Avantgarde-Galerien. Anschließend ging er nach Paris und studierte an den Universitäten Paris I-Sorbonne und Paris VIII-Saint-Denis und dem Collège de France unter anderem bei Gilles Deleuze, Jean Baudrillard und Michel Foucault Ästhetik, Philosophie und Geschichte. Er wurde mit einem Thema zur Geschichte der Demokratie an der Universität Innsbruck zum Dr. phil. promoviert.

## Wirken
Seit 1982 arbeitet Fleck als freier Kunstautor. Bis 2003 lebte er in Frankreich. Von 1991 bis 1999 war er unter anderem Frankreich-Korrespondent des Kunstmagazins art, von 1991 bis 1993  österreichischer Bundeskurator für Bildende Kunst und 1998 Co-Kurator der 2. Europäischen Biennale für zeitgenössische Kunst Manifesta in Luxemburg (mit Maria Lind und Barbara Vanderlinden). Von 2000 bis 2003 war er Direktor der E.R.B.A.N.-Ecole Régionale des Beaux-Arts de Nantes, der Kunsthochschule in Nantes. Zuvor leitete er dort von 1998 bis 1999 das Postgraduierten-Programm.
2004 wurde Robert Fleck zum Direktor der Deichtorhallen – Haus der Photographie und Aktuelle Kunst in Hamburg berufen, die mit rund 6000 m² eine der größten Ausstellungsstätten für Wechselausstellungen zeitgenössischer Kunst in Deutschland ist. Flecks Anliegen war es, die Bevölkerung stärker in die Ausstellungen einzubinden und so neue Besuchergruppen zu erschließen. Der zwischen den Hallen gelegene Deichtorplatz wurde verstärkt für Präsentationen im Außenraum genutzt. Über die Aussendung von „Botschaftern“ der Deichtorhallen in andere Stadtteile wollte er mit verschiedenen sozialen Gruppen der Stadt in Dialog treten.
In der großen Deichtorhalle zeigte Fleck auf 4.000 m² umfangreiche monographische Ausstellungen, unter anderem von Jiri Dokoupil, Michel Majerus, Jonathan Meese, Hans Haacke, Erwin Wurm, Georg Baselitz, Fischli & Weiss, Stephan Balkenhol. Im Haus der Photographie, der kleinen Deichtorhalle, waren Ausstellungen zu unterschiedlichen historischen und aktuellen Positionen des Mediums Fotografie zu sehen.
2008 wurde Fleck Nachfolger von Wenzel Jacob als Intendant der Kunst- und Ausstellungshalle der Bundesrepublik Deutschland in Bonn. Er geriet bundesweit in die Kritik, weil er zum Jubiläum der Kunsthalle Bonn den Kulturmanager Walter Smerling einlud, der in einer Retrospektive von Anselm Kiefer ausschließlich Werke aus der Sammlung des Sammlers Hans Grothe ausstellte. Vermutet wurde, dass Fleck Grothe damit bei der Marktwertsteigerung dieser Werke behilflich gewesen sei. Fleck verließ die Kunsthalle zum 1. Oktober 2012. Seither ist er an der Kunstakademie Düsseldorf Professor für „Kunst und Öffentlichkeit“ und Leiter der Akademie-Galerie in Düsseldorf. Fleck war Prorektor an der Kunstakademie Düsseldorf. Als Kurator war Fleck an der Vorbereitung der Ausstellung Imagine tomorrow (eine Gegenüberstellung von Hundertwasser und Schiele, Februar—August 2020) im Wiener Leopold-Museum beteiligt.

## Publikationen
- Gleichheit auf den Barrikaden. Die Revolutionen von 1848 in Europa. Versuch über die Demokratie. Passagen, Wien 1991, ISBN 978-3-900767-79-2.
- Kann Österreich das Jahr 1994 überleben? Die fröhliche Apokalypse. Passagen, Wien 1991, ISBN 978-3-900767-75-4.
- Die Ablösung vom 20. Jahrhundert. Malerei in der Gegenwart. Passagen, Wien 2013, ISBN 978-3-85165-939-9.
- Das Kunstsystem im 21. Jahrhundert. Museen, Künstler, Sammler, Galerien. Passagen, Wien 2013, ISBN 978-3-7092-0082-7.
- Was kann Kunst? Edition Konturen, Hamburg u. Wien 2014, E-Book inside, ISBN 978-3-902968-02-9.
- "Art". Kunst im 21. Jahrhundert, Edition Konturen, Wien 2021, ISBN 978-3-902968-69-2.